# Mike Will Made It
Mike Will Made It nebo Mike Will, vlastním jménem Michael Len Williams II, (* 23. března 1989) je americký hudební producent. Narodil se v Georgii jako nejmladší ze tří sourozenců (měl dvě sestry). Svůj první mixtape nazvaný Est. in 1989 (Last of a Dying Breed) vydal vlastním nákladem v prosinci 2011. Později vydal několik dalších mixtapů. Během své kariéry spolupracoval s mnoha umělci, mezi něž patří například Drake, Eminem, Schoolboy Q, Lil Wayne, Beyoncé, Jay-Z a Rae Sremmurd. Právě díky Rae Sremmurd, což znamená obráceně název jeho vydavatelství se Mike Will dostal do povědomí posluchačů na celosvětové scéně. Jeho kariéru mu také pomohla odstartovat Miley Cyrus singlem "23".